# Antonello Fassari
Antonello Fassari (Roma, 4 de octubre de 1952 - Roma, 5 de abril de 2025) fue un comediante, actor, guionista y director de cine italiano.

## Biografía
Fassari practicó gimnasia a nivel competitivo hasta los 18 años. A mediados de la década de 1970 asistió a la Academia Nacional de Arte Dramático Silvio D'Amico y luego al Teatro Laboratorio en 1977 bajo la dirección de Luca Ronconi, con quien más tarde trabajó en numerosas obras de teatro. Ocasionalmente cantautor, en 1984 compuso una de las primeras canciones de rap italiano, «Roma di notte».
Después de varios papeles en teatro, televisión y películas, su gran salto llegó en 1991 con el espectáculo de variedades de Rai 3 Avanzi .
En el 2000, Fassari hizo su debut como director con la película de comedia Il segreto del giaguaro , que fue un rotundo fracaso en taquilla.
De 2006 a 2014, Fassari formó parte del elenco protagónico de la serie de televisión italiana I Cesaroni.

## Vida personal
Entre 1982 y 2005, estuvo casado con Maria Fano, con quien en 1989 tuvo una hija, Flaminia.
Afectado por una angina de pecho desde hacía algún tiempo, Fassari falleció en Roma el 5 de abril de 2025, a la edad de 72 años.

## Filmografía

### Cine
| Año  | Título                                 | Director | Rol       | Rol   | Rol       | Rol                      | Nota          |
| Año  | Título                                 | Director | Dirección | Guion | Actuación | Papel                    | Nota          |
| ---- | -------------------------------------- | --- | --------- | ----- | --------- | ------------------------ | ------------- |
| 1979 | Atsalut pader                          | Paolo Cavara |           |       | Sí        | De Ambris                |               |
| 1980 | La cicala                              | Alberto Lattuada |           |       | Sí        | Cliente de club nocturno |               |
| 1985 | Fatto su misura                        | Francesco Laudadio |           |       | Sí        |                          |               |
| 1986 | Italian Fast Food                      | Lodovico Gasparini |           |       | Sí        | Marcello De Cesari       | [ 5 ]         |
| 1987 | L'estate sta finendo                   | Bruno Cortini |           |       | Sí        |                          |               |
| 1987 | Cartoline italiane                     | Memè Perlini |           |       | Sí        | Eugenio                  |               |
| 1987 | Montecarlo Gran Casinò                 | Carlo Vanzina |           |       | Sí        | Muflone                  |               |
| 1987 | Animali metropolitani                  | Steno |           |       | Sí        | Cliente de Love Park     |               |
| 1988 | Casa mia, casa mia...                  | Neri Parenti |           |       | Sí        | Inquilino                |               |
| 1989 | Le finte bionde                        | Carlo Vanzina |           |       | Sí        | Carlo                    |               |
| 1989 | Maya                                   | Marcello Avallone |           |       | Sí        | Sid                      |               |
| 1990 | Il male oscuro                         | Mario Monicelli |           |       | Sí        | Dr. Giorgio Corsini      |               |
| 1991 | Faccione                               | Christian De Sica |           |       | Sí        | Giuseppe                 |               |
| 1991 | Il muro di gomma                       | Marco Risi |           |       | Sí        | Franco                   |               |
| 1991 | Il conte Max                           | Christian De Sica |           |       | Sí        | Cesare                   |               |
| 1992 | Un'altra vita                          | Carlo Mazzacurati |           |       | Sí        | Remo                     |               |
| 1992 | Non chiamarmi Omar                     | Sergio Staino |           |       | Sí        | Gastone                  |               |
| 1992 | Sognando la California                 | Carlo Vanzina |           |       | Sí        | Giovanni Sbariggia       |               |
| 1994 | Agosto                                 | Massimo Spano |           |       | Sí        |                          |               |
| 1994 | I nuovi mostri: Ritorneremo!           | Ver listaAriel F. Dumont Silvana Silvestri                                                                                          |           |       | Sí        |                          | Cortometraje  |
| 1995 | Camerieri                              | Leone Pompucci |           |       | Sí        | Azzaro Jr.               |               |
| 1995 | Segreto di stato                       | Giuseppe Ferrara |           |       | Sí        | Carmine Muschio          | [ 6 ]         |
| 1995 | Pasolini, un delitto italiano          | Marco Tullio Giordana |           |       | Sí        | Rocco Mangia             |               |
| 1995 | Selvaggi                               | Carlo Vanzina |           |       | Sí        | Mario Nardone            |               |
| 1996 | Celluloide                             | Carlo Lizzani |           |       | Sí        | Aldo Fabrizi             |               |
| 1996 | Bruno aspetta in macchina              | Duccio Camerini |           |       | Sí        | Riccardo                 |               |
| 1996 | Rumori di fondo                        | Claudio Camarca |           |       | Sí        | Usurero                  |               |
| 1998 | Cose di sempre                         | Andrea Saraceni |           |       | Sí        |                          | Cortometraje  |
| 2000 | Il segreto del giaguaro                | Antonello Fassari | Sí        | Sí    | Sí        | Marione                  | [ 7 ]         |
| 2000 | Alba                                   | Michele Ieri |           |       | Sí        |                          | Cortometraje  |
| 2001 | E adesso sesso                         | Carlo Vanzina |           |       | Sí        | Padre de Bárbara         |               |
| 2003 | Gente di Roma                          | Ettore Scola |           |       | Sí        | Bartender                |               |
| 2004 | L'amore ritorna                        | Sergio Rubini |           |       | Sí        | Sergio                   |               |
| 2005 | Mitraglia e il verme                   | Daniele Segre |           | Sí    | Sí        | Mitraglia                |               |
| 2005 | Romanzo criminale                      | Michele Placido |           |       | Sí        | Ciro Buffoni             |               |
| 2006 | Domani                                 | Carlo Pisani |           |       | Sí        | El Padre                 | Cortometraje  |
| 2006 | Arrivederci amore, ciao                | Michele Soavi |           |       | Sí        | Sergio                   |               |
| 2008 | Riprendimi                             | Anna Negri |           |       | Sí        | Taxista                  | Sin acreditar |
| 2011 | Box Office 3D: Il film dei film        | Ezio Greggio |           |       | Sí        | Ronf                     |               |
| 2012 | Ci vediamo a casa                      | Maurizio Ponzi |           |       | Sí        | Giulio                   |               |
| 2013 | L'estate sta finendo                   | Stefano Tummolini |           |       | Sí        | Vittorio                 |               |
| 2013 | La mossa del pinguino                  | Claudio Amendola |           |       | Sí        | Neno                     |               |
| 2015 | Suburra                                | Stefano Sollima |           |       | Sí        | Padre de Sebastiano      |               |
| 2016 | Assolo                                 | Laura Morante |           |       | Sí        | Instructor de escuela    |               |
| 2016 | L'amore rubato                         | Irish Braschi |           |       | Sí        | Capo de Alessandra       |               |
| 2019 | Non ci resta che il crimine            | Massimiliano Bruno |           |       | Sí        | Suegro de José           |               |
| 2019 | L'agenzia dei bugiardi                 | Volfango De Biasi |           |       | Sí        | Monseñor                 |               |
| 2020 | Burraco fatale                         | Giuliana Gamba |           |       | Sí        | Prefecto                 |               |
| 2021 | Le Baccanti                            | Carlus Padrissa |           |       | Sí        | Tiresia                  |               |
| 2022 | I cassamortari                         | Claudio Amendola |           |       | Sí        | Antonucci                |               |
| 2022 | Troppa famiglia!                       | Pierluigi Di Lallo |           |       | Sí        |                          |               |
| 2022 | Tell It Like a Woman                   | Ver listaLucía Bulgheroni Silvia Carobbio Catherine Hardwicke Taraji P. Henson Mipo Oh Lucía Puenzo Maria Sole Tognazzi Leena Yadav |           |       | Sí        | Sacerdote #1             |               |
| 2023 | L'ultima volta che siamo stati bambini | Claudio Bisio |           |       | Sí        | Abuelo Cosimo            |               |
| 2024 | Flaminia                               | Michela Giraud |           |       | Sí        | Guido Maria              |               |
| 2024 | Una fottuta bugia                      | Gianluca Ansanelli |           |       | Sí        |                          |               |

### Televisión
| Año       | Título                            | Papel               | Nota                   |
| --------- | --------------------------------- | ------------------- | ---------------------- |
| 1977      | Il commissario De Vincenzi 2      | Gastone Filippeschi | Miniserie; 1 episodio  |
| 1982      | La certosa di Parma               | Ludovico            | Miniserie; 3 episodios |
| 1982      | Verdi                             | Antonio             | Miniserie; 1 episodio  |
| 1987      | Investigatori d'Italia            | Massimo Caligari    | Serie; 1 episodio      |
| 1987      | Il commissario Corso              |                     | Miniserie; 1 episodio  |
| 1987-1988 | I ragazzi della 3ªC               | Puccio              | Serie; 10 episodios    |
| 1988      | Festa di Capodanno                | Luigi               | Miniserie; 2 episodios |
| 1989      | Valentina                         | Checco              | Serie; 7 episodios     |
| 1990      | Il giudice istruttore             | Mariscal Antonacci  | Serie; 1 episodio      |
| 1992      | Eurocops                          |                     | Serie; 1 episodio      |
| 1993      | Gioco perverso                    | Publio              | Película de TV         |
| 1998      | S.P.Q.R.                          | Cesare Appio        | Serie; 13 episodios    |
| 1998      | Anni '50                          | Mario Proietti      | Miniserie; 4 episodios |
| 2000      | Nebbia in Val Padana              | Presentador         | Serie; 1 episodio      |
| 2000      | La vita cambia                    | Comisario Paglia    | Película de TV         |
| 2001      | Nanà                              | Bordenave           | Serie; 2 episodios     |
| 2001      | Don Matteo                        | Lorenzo Manella     | Serie; 1 episodio      |
| 2002      | Il bambino di Betlemme            |                     | Película de TV         |
| 2003      | Una vita in regalo                | Schettino           | Película de TV         |
| 2004      | Al di là delle frontiere          | Mario Rancani       | Serie; 2 episodios     |
| 2004      | Rocco                             |                     | Película de TV         |
| 2004      | La stagione dei delitti           | Patrucci            | Serie; 4 episodios     |
| 2005      | Il capitano                       | Leopordo Guerra     | Serie; 1 episodio      |
| 2005      | Il mondo è meraviglioso           | Accorsitano         | Película de TV         |
| 2006      | Attacco allo stato                | Ruggeri             | Película de TV         |
| 2006      | Codice rosso                      | Fulvio Torri        | Serie; 11 episodios    |
| 2006-2014 | I Cesaroni                        | Cesare Cesaroni     | Serie; 142 episodios   |
| 2007-2009 | Medicina generale                 | Angelo De Santis    | Serie; 23 episodios    |
| 2011      | Nemici Amici - I promessi Suoceri |                     | Película de TV         |
| 2016      | Luisa Spagnoli                    | Leandro             | Película de TV         |
| 2017      | C'era una volta Studio Uno        | Mario Mariotti      | Miniserie; 2 episodios |
| 2018      | The Generi                        | Abogado Sandroni    | Serie; 1 episodio      |
| 2021      | Speravo de morì prima             | Hno. Fulgencio      | Serie; 1 episodio      |